# Stadio Herti Allmend
Lo Stadion Herti Allmend è un impianto sportivo multifunzionale situato a Zugo, capoluogo dell'omonimo cantone, in Svizzera. Utilizzato prevalentemente per il calcio, ospita gli incontri casalinghi dello Zugo. Nella sola nella stagione di Challenge League 2007-2008, per soddisfare la quantità minima richiesta per gli incontri nel secondo livello del campionato svizzero di calcio, ha inoltre ospitato gli incontri casalinghi del Cham.
Nel 2018 è stato scelto per ospitare alcuni incontri del campionato europeo femminile Under 19 di calcio 2018